# POV-Ray
POV-Ray (ang. Persistence of Vision Ray-Tracer) – program służący do tworzenia obrazów z użyciem ray tracingu, przeznaczony dla komputerów z systemami Windows, OS X lub GNU/Linux, od wersji 3.7 udostępniany na zasadzie wolnej licencji AGPL Wykorzystywany jest głównie do tworzenia grafiki trójwymiarowej.
Cechą charakterystyczną programu jest wykorzystywanie zaawansowanego języka opisu sceny SDL (ang. Scene Description Language), który jest w zasadzie językiem programowania, zawierającym elementy takie jak m.in. zmienne, tablice, instrukcje warunkowe, pętle, funkcje. Geometrię obiektów definiuje się w nim w sposób parametryczny, dzięki czemu odwzorowanie ich kształtu jest bardzo dokładne, a także możliwe staje się uzyskanie obrazu powierzchni nieskończonych lub bardzo złożonych takich jak np. powierzchnie funkcyjne.
W programie wygląd sceny opisywany jest w postaci skryptu, w którym umieszcza się informacje dotyczące:
- położenia kamery,
- oświetlenia,
- obiektów w postaci brył i powierzchni.

Program umożliwia wygenerowanie sekwencji obrazów w celu utworzenia animacji.
POV-Ray wykorzystuje obecnie wiele nowoczesnych technik ułatwiających tworzenie sceny i podnoszących realizm obrazu:
- caustics – symulacja załamania światła na nierównej powierzchni, np. na falującej wodzie;
- CSG (Constructive Solid Geometry) – wykonywanie operacji logicznych na bryłach;
- photon mapping – odwzorowanie przebiegu strumienia światła, pozwala na oddanie zjawisk takich jak np. refrakcja;
- radiosity – obliczanie światła rozproszonego;
- UV mapping - technika teksturowania.

POV-Ray rozwijany jest stale od 1991 r. na bazie wcześniejszego programu o nazwie DKBTrace. Autorzy tworzą grupę POV Team, która dąży do ciągłego unowocześniania technik stosowanych w programie, zwiększenia jego wydajności i zachowania zgodności z poprzednimi wersjami, a także pomiędzy wersjami przeznaczonymi dla różnych systemów operacyjnych.

## Przykładowyskrypt

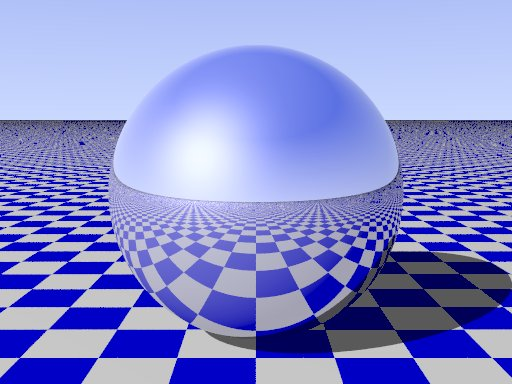
Scena wygenerowana na podstawie zamieszczonego obok skryptu

```
#include
 
"colors.inc"

global_settings
 
{

  
assumed_gamma
 
1.0

  
max_trace_level
 
5

}

camera
 
{

  
location
  
<
0.0
,
 
0.5
,
 
-4.0
>
                  
//punkt umieszczenia kamery

  
direction
 
1.5
*
z

  
right
     
x
*
image_width
/
image_height

  
look_at
   
<
0.0
,
 
0.0
,
  
0.0
>
                  
//punkt na który patrzy (jest skierowana)kamera

}

sky_sphere
 
{

  
pigment
 
{

    
gradient
 
y

    
color_map
 
{

      
[
0.0
 
rgb
 
<
0.6
,
0.7
,
1.0
>
]
                 
//określenie koloru (składowe r-czerwony,g-zielony,b-niebieski)

      
[
0.7
 
rgb
 
<
0.0
,
0.1
,
0.8
>
]

    
}

  
}

}

light_source
 
{
              
// wstawienie światła punktowego

  
<
0
,
 
0
,
 
0
>
                 
// pozycja początkowa światła

  
color
 
rgb
 
<
1
,
 
1
,
 
1
>
       
// kolor światła

  
translate
 
<
-30
,
 
30
,
 
-30
>
  
// przemieszczenie x,y,z

}

plane
 
{
                     
// podłoga w "szachownicę"

  
y
,
 
-1

  
texture

  
{

    
pigment
 
{

      
checker

      
color
 
rgb
 
1

      
color
 
blue
 
1

      
scale
 
0.5

    
}

    
finish
{

      
diffuse
 
0.8

      
ambient
 
0.1

    
}

  
}

}

sphere
 
{
                    
// błyszcząca kulka

  
0.0
,
 
1

  
texture
 
{

    
pigment
 
{

      
color
 
rgb
 
<
0.8
,
0.8
,
1.0
>

    
}

    
finish
{

      
diffuse
 
0.3

      
ambient
 
0.0

      
specular
 
0.6

      
reflection
 
{

        
0.8

        
metallic

      
}

      
conserve_energy

    
}

  
}

}

```

## Licencja
Pov-Ray do wersji 3.6 (i pre-release wersji 3.7) był objęty licencjami Pov-Ray i do tego czasu był programem Freeware. Wersja 3.6 była objęta trzema licencjami: Licencją dla użytkownika, licencją dystrybutora i licencją modyfikacji. Licencja modyfikacji zezwalała na ograniczone modyfikowanie programu, a zasady dystrybucji i używania przekierowywała do pozostałych licencji Pov-Ray.
Od wersji 3.7, Pov-Ray jest objęty licencją GNU Affero General Public License, co oznacza, że stał się programem wolnym.